# Brow Head

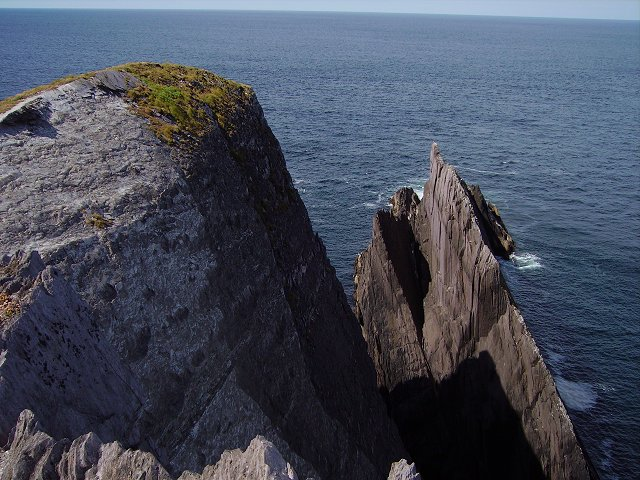
Brow Head

Brow Head (en irlandais : Ceann Bró) est un cap constituant le point le plus méridional de l'île d'Irlande et de l'État d'Irlande situé sur l'île principale.
Il est situé à proximité de Crookhaven dans le comté de Cork.